# Lars Gorschlüter

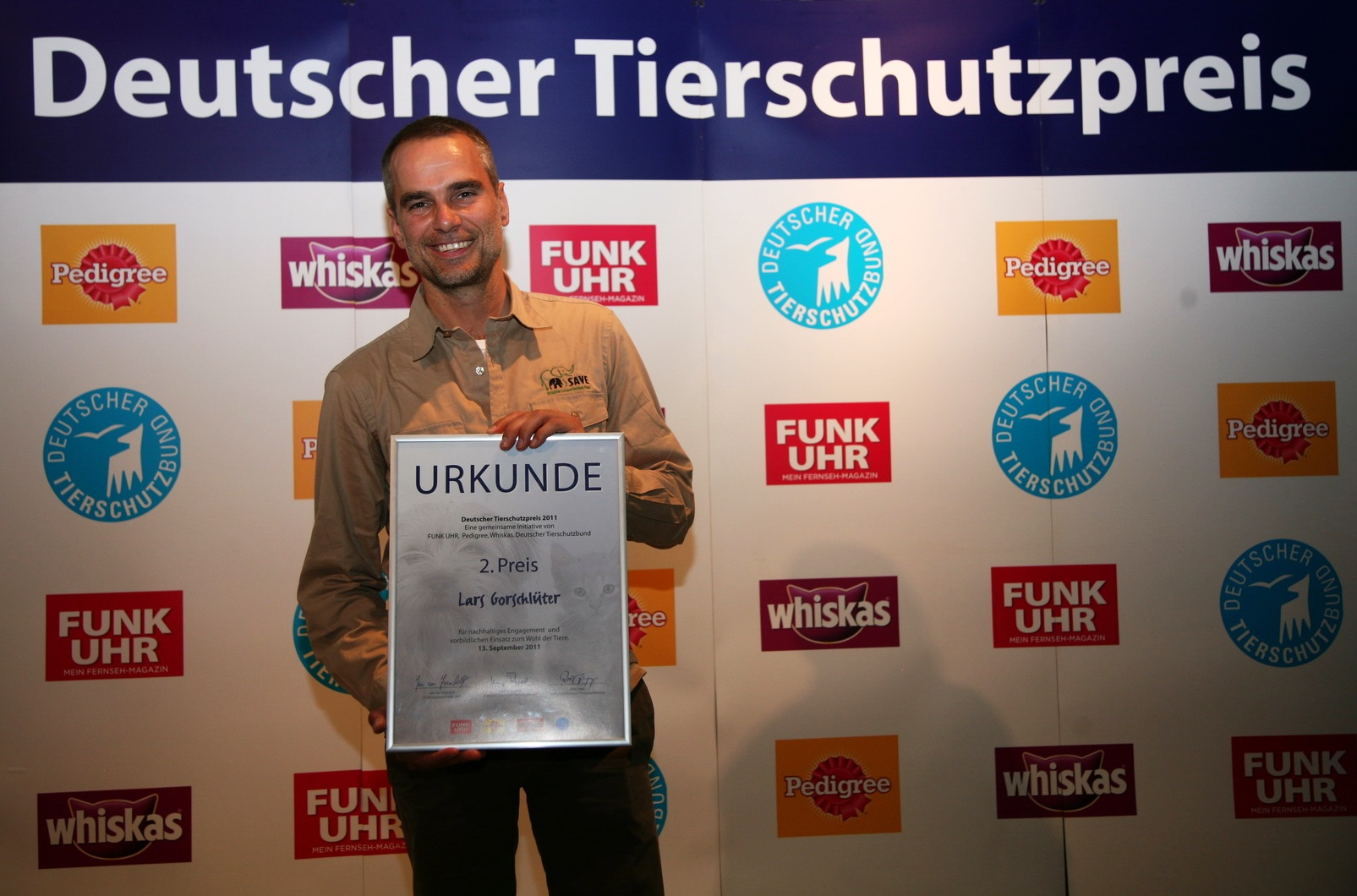
Lars Gorschlüter bei der Vergabe des Deutschen Tierschutzpreis 2011

Lars Gorschlüter (* 20. Mai 1970 in Wuppertal) ist ein deutscher Unternehmer.

## Leben
Der gelernte Werkzeugmacher war 1993 Mitgründer der Gotec Group, einer auf die Haftmittelbeschichtung von Gummi-Metall-Teilen und Oberflächenveredelung spezialisierten und als Zulieferer der deutschen und internationalen Automobilindustrie tätigen Unternehmensgruppe. Gorschlüter ist Geschäftsführer der Gotec Gorschlüter GmbH mit Sitz in Wülfrath (Stand Januar 2019). Er lebt mit seiner Familie in Velbert.

## Wirken
Ende 2010 gründete er die gemeinnützige Stiftung Save Wildlife Conservation Fund für die er am 13. September 2011 den 2. Preis des Deutschen Tierschutzpreises erhielt.